# لينتس أم راين
لينتس أم راين (بالألمانية: Linz am Rhein) هي بلدة ألمانية تقع في ألمانيا في نويفيد. يقدر عدد سكانها بـ 5,969 نسمة.

## المدن التوأمة
مدن لينتز، ماريتا (جورجيا) و Pornic هي مدن توأمة لـلينتس آم راين.

## معرض صور

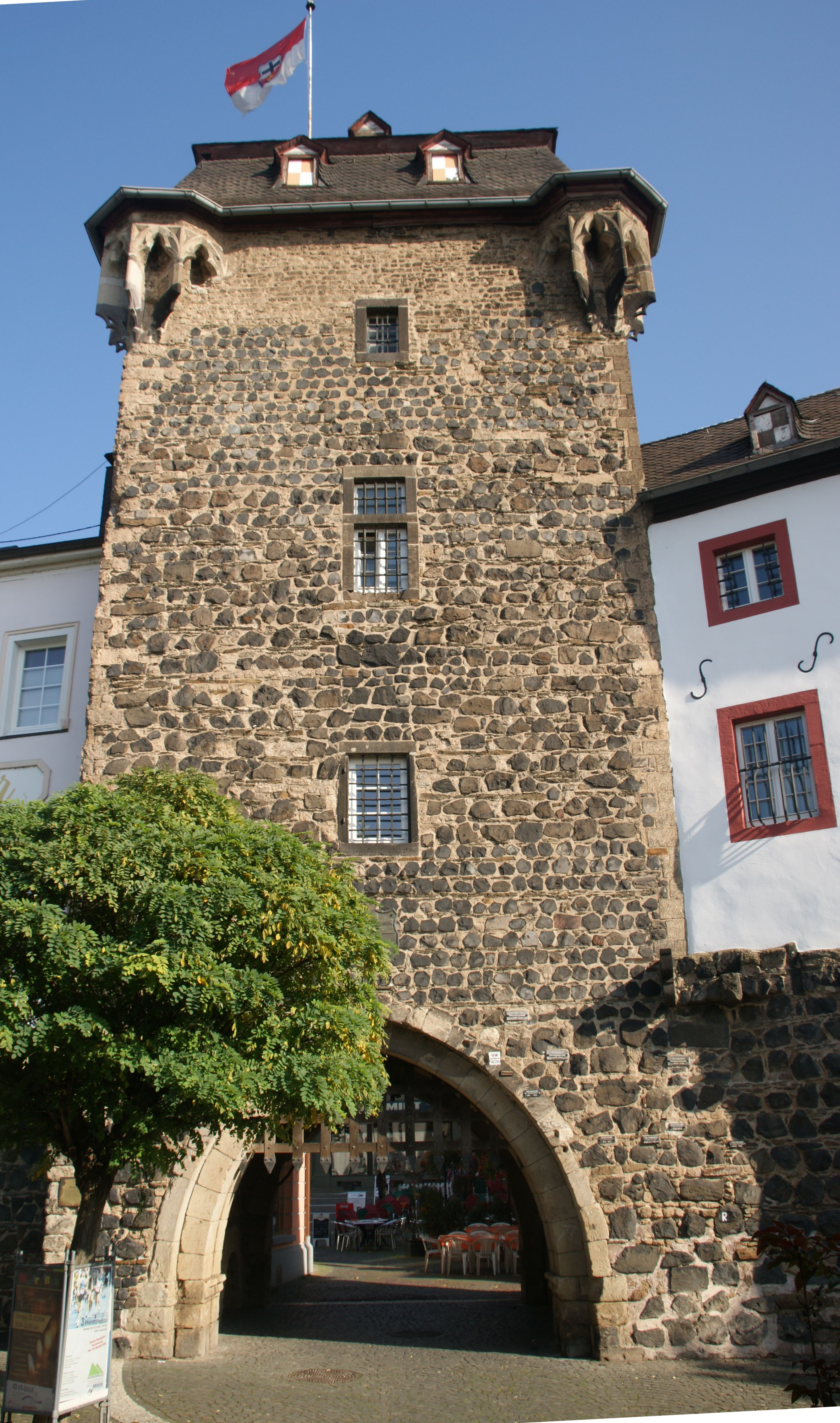
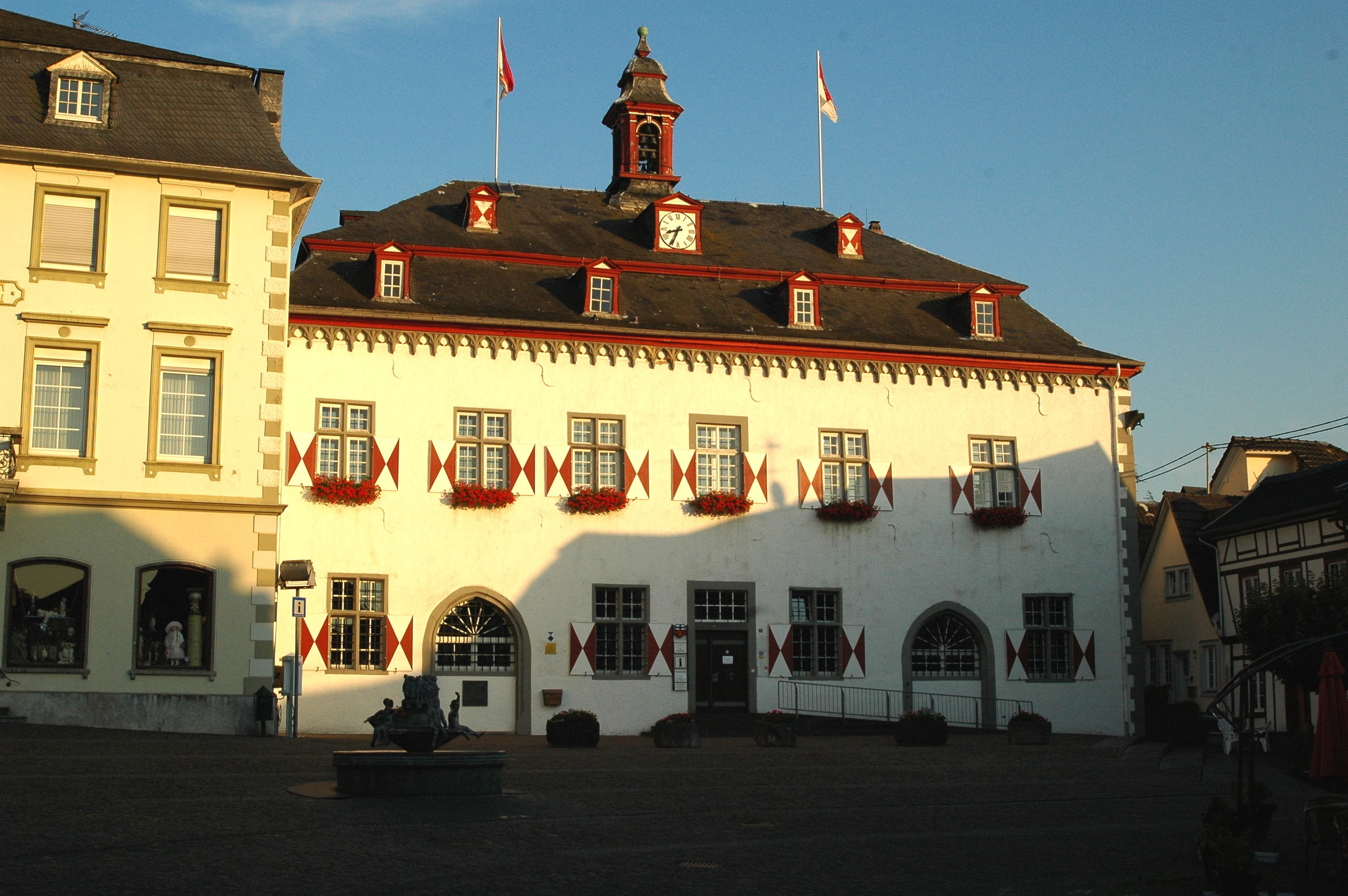
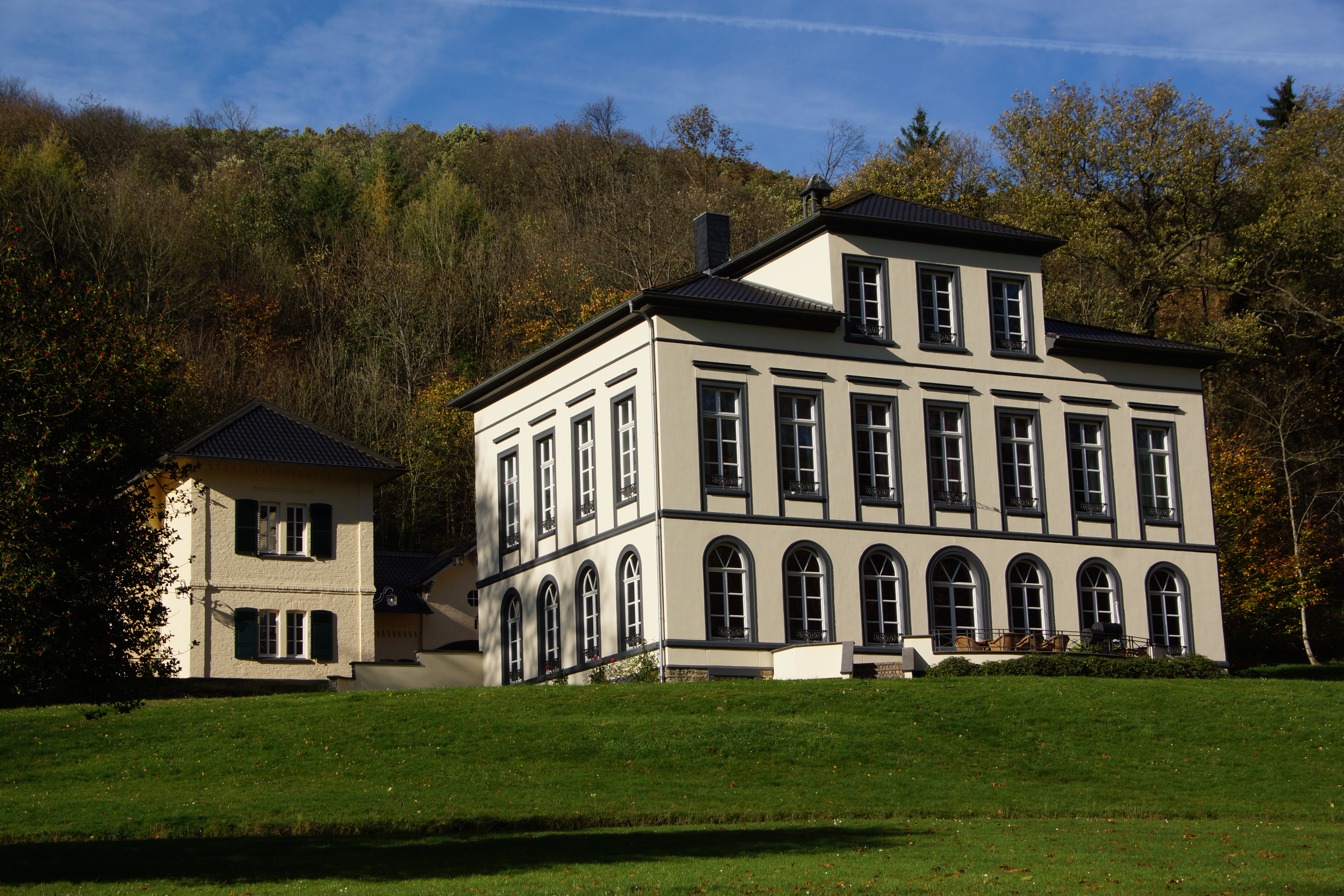